# Monoon glabrum
Monoon glabrum là một loài thực vật thuộc họ Annonaceae. Nó là loài đặc hữu của Malaysia. Nó hiện đang bị đe dọa vì mất môi trường sống.
Loài này được Joseph Dalton Hooker & Thomas Thomson mô tả khoa học lần đầu tiên năm 1872 dưới danh pháp Ellipeia glabra. Năm 1955, James Sinclair chuyển nó sang chi Polyalthia. Năm 2012, Bine Xue et al. chuyển nó sang chi Monoon.